# 스웨 리
스웨 리(Swae Lee, 1993년 6월 7일 ~ )는 미국의 가수, 래퍼, 싱어송라이터이다. 힙합 듀오 레이 스레머드의 멤버이다.

## 음반 목록
- Swaecation (2018)